# 広島県道195号西条停車場線
広島県道195号西条停車場線（ひろしまけんどう195ごう さいじょうていしゃじょうせん）は、広島県東広島市を通る一般県道である。

## 概要
東広島市西条本町から東広島市西条中央六丁目に至る。
東広島市の中心市街地 （西条地区） を南北に貫くメインストリートであり、沿線には東広島市役所、東広島警察署、東広島市立中央図書館などの官公署・公共施設のほか、飲食店、マンションなどが集中して立地する。西条駅と広島大学（下見七丁目）を結ぶ東広島市道西条駅大学線（全長4.9 km）とは全線重複。
街路樹と歩道が整備されたこの路線は、ブールバールと呼ばれ、歩道と樹木については市が受託管理を行っている。
東広島市商工会議所では、2017年（平成29年）に宇宙科学博覧会の開催を目処にブールバールにLRT路線を新設する構想を表明している。

### 路線データ
- 起点：東広島市西条本町（西条駅南口交差点、JR西日本山陽本線 西条駅前[注釈 1]）
- 終点：東広島市西条中央六丁目（御薗宇ランプ交差点、国道2号西条バイパス[注釈 2]交点）
- 実延長：2.015 km[1]
- 車線：全線4車線
- 制限速度：50 km/h[注釈 3]

## 歴史
- 1965年（昭和40年）3月31日 - 広島県告示261号により認定[1]。
- 2006年（平成18年）2月28日 - 全線4車線化。

## 路線状況

### 通称
- ブールバール（東広島市、御薗宇ランプから広島大学までの市道も含めた愛称）

### 道路施設

#### 橋梁
- 石ヶ瀬橋（黒瀬川、東広島市）

## 地理

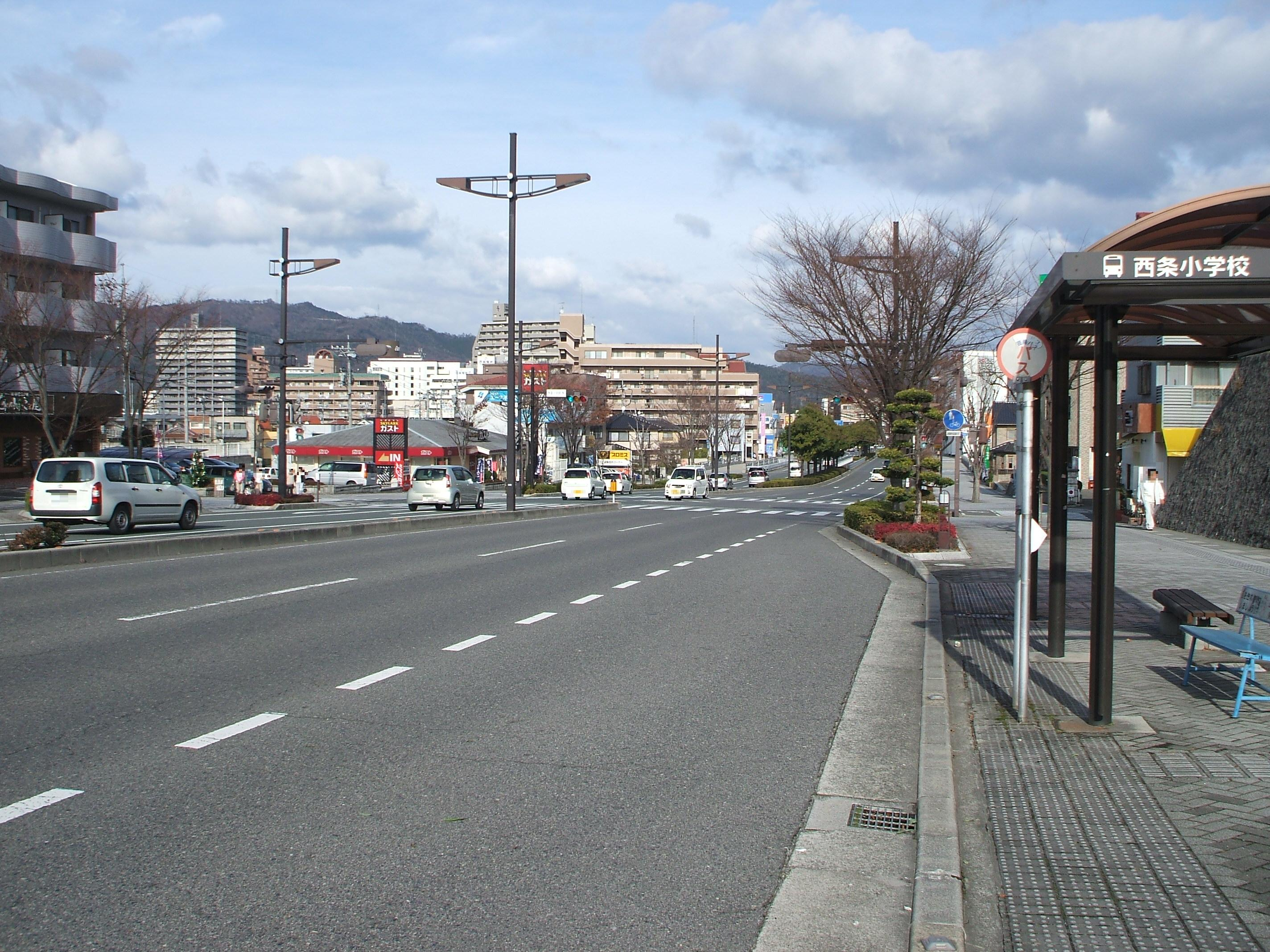
ブールバール

### 通過する自治体
- 東広島市

### 交差する道路
| 交差する道路              | 交差する場所  | 交差する場所              |
| ------------------------- | ------------- | ------------------------- |
| 国道486号 / 通称：旧2号線 | 西条昭和町    | 東広島警察署前交差点      |
| 国道2号 / 西条バイパス    | 西条中央6丁目 | 御薗宇ランプ交差点 / 終点 |

### 沿線
- JR西日本山陽本線 西条駅
- 御茶屋本陣跡
- 西条酒蔵通り - 毎年10月には酒まつりが開催される
- 中央公民館
- 西条中央公園
- 東広島市役所
- 東広島警察署
- 東広島市立中央図書館
- 東広島市立西条小学校
- 三ツ城古墳